# Monika Kryemadhi
Monika Kryemadhi (ur. 9 kwietnia 1974 w Tiranie) – albańska polityk, deputowana do Zgromadzenia Albanii, w latach 2017–2022 przewodnicząca Socjalistycznego Ruchu Integracji (LSI). Małżonka Ilira Mety.

## Życiorys
Córka Ramazana i Fatime. Absolwentka biochemii na Uniwersytecie Tirańskim, na tej samej uczelni uzyskała magisterium z zarządzania przedsiębiorstwem. W latach 1999–2001 była specjalistką w narodowej agencji środowiska. W 2015 doktoryzowała się na podstawie pracy poświęconej analizie systemu zabezpieczenia społecznego.
Na początku lat 90. zaangażowała się w działalność polityczną w ramach postkomunistycznej Socjalistycznej Partii Albanii. Była członkinią władz jej organizacji młodzieżowej FRESSH, pełniła funkcję wiceprzewodniczącej IUSY. W latach 1996–2001 wchodziła w skład rady miejskiej Tirany, następnie do 2005 sprawowała mandat deputowanej do Zgromadzenia Albanii. W 2004 przystąpiła do utworzonego przez Ilira Metę Socjalistycznego Ruchu Integracji, w 2012 powołana na sekretarza partii do spraw organizacyjnych. W wyniku wyborów w 2013 powróciła do albańskiego parlamentu.
W kwietniu 2017 jej mąż został wybrany na urząd prezydenta. Monika Kryemadhi oświadczyła, że nie będzie wykonywać obowiązków pierwszej damy, decydując się dalej zasiadać w parlamencie. W maju tegoż roku objęła funkcję wiceprzewodniczącej swojego ugrupowania, a w czerwcu odnowiła mandat deputowanej na kolejną kadencję. W lipcu 2017 została nową przewodniczącą LSI, w 2021 z powodzeniem ubiegała się o poselską reelekcję. W lipcu 2022 Ilir Meta powrócił na funkcję przewodniczącego partii.

## Życie prywatne
Zamężna z Ilirem Metą, z którym ma syna Besara oraz córki Borę i Erę.